# Diplolepis (Apocynaceae)
Diplolepis là chi thực vật có hoa trong họ Apocynaceae.

## Các loài
Lấy theo The Plant List
1. Diplolepis boerhaviifolia - Chile.
2. Diplolepis descolei -  Argentina.
3. Diplolepis geminiflora -  Chile.
4. Diplolepis hieronymi -  Chile, Argentina.
5. Diplolepis menziesii - Chile.
6. Diplolepis nummulariifolia - Chile, Argentina.

World Checkist of Selected Plant Families (WCSPF) công nhận thêm các loài sauː
1. Diplolepis australis - Argentina.
2. Diplolepis biflora - Chile, Argentina.
3. Diplolepis bulligera - Argentina.
4. Diplolepis diemii - Argentina.
5. Diplolepis mucronata - Chile, Argentina.
6. Diplolepis myrtifolia - Chile.
7. Diplolepis pachyphylla - Chile, Argentina.
8. Diplolepis viridis - Chile.

## Hình ảnh

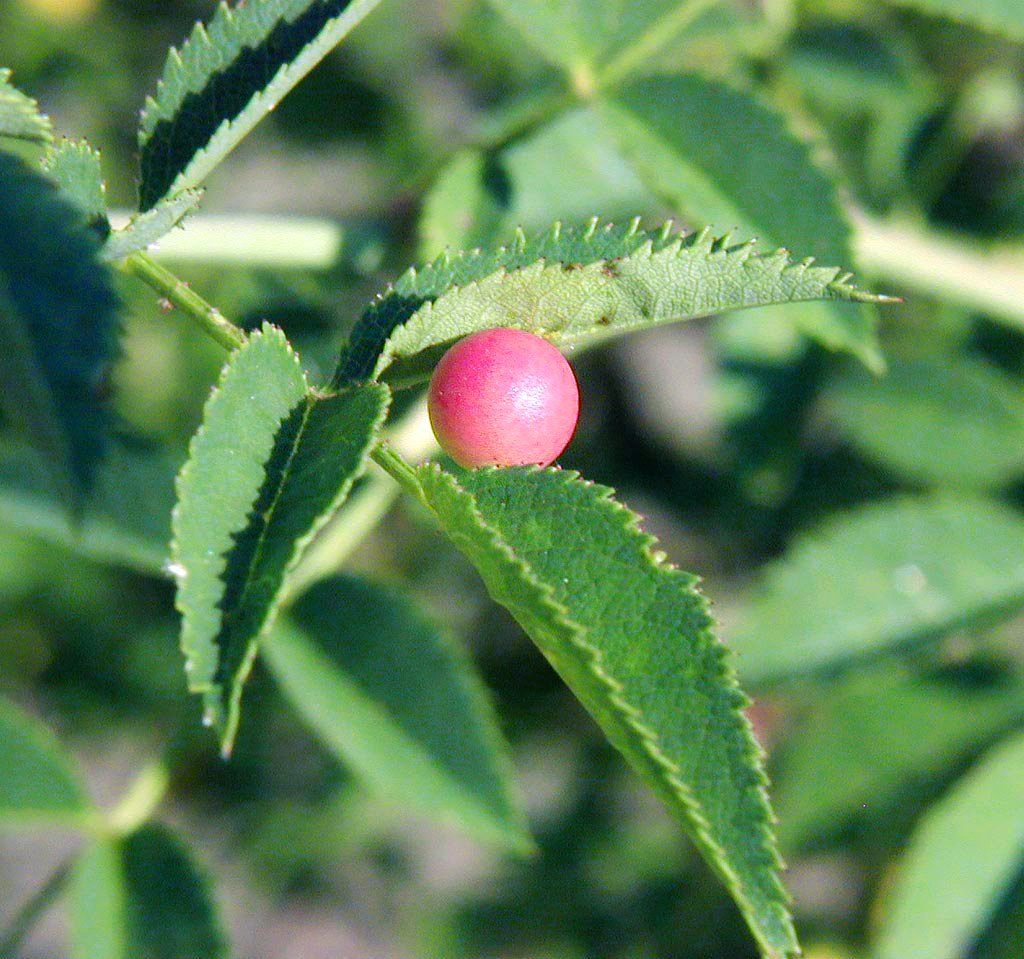